# Дженнингс (Флорида)
Дженнингс (англ. Jennings) — небольшой город (таун), расположенный в округе Гамильтон (штат Флорида, США) с населением в 833 человека по статистическим данным переписи 2000 года.

## География
По данным Бюро переписи населения США Дженнингс имеет общую площадь в 4,66 квадратных километров, водных ресурсов в черте населённого пункта не имеется.
Дженнингс расположен на высоте 43 м над уровнем моря.

## Демография
По данным переписи населения 2000 года в Дженнингсe проживало 833 человека, 205 семей, насчитывалось 282 домашних хозяйств и 321 жилой дом. Средняя плотность населения составляла около 178,76 человека на один квадратный километр. Расовый состав населённого пункта распределился следующим образом: 43,70 % белых, 43,10 % — чёрных или афроамериканцев, 0,60 % — коренных американцев, 0,60 % — азиатов, 1,92 % — представителей смешанных рас, 10,08 % — других народностей. Испаноговорящие составили 22,69 % от всех жителей.
Из 282 домашних хозяйств в 33,3 % воспитывали детей в возрасте до 18 лет, 44,7 % представляли собой совместно проживающие супружеские пары, в 20,2 % семей женщины проживали без мужей, 27,3 % не имели семей. 23,0 % от общего числа семей на момент переписи жили самостоятельно, при этом 11,7 % составили одинокие пожилые люди в возрасте 65 лет и старше. Средний размер домашнего хозяйства составил 2,89 человек, а средний размер семьи — 3,34 человек.
Население города по возрастному диапазону по данным переписи 2000 года распределилось следующим образом: 30,6 % — жители младше 18 лет, 9,0 % — между 18 и 24 годами, 25,7 % — от 25 до 44 лет, 22,4 % — от 45 до 64 лет и 12,2 % — в возрасте 65 лет и старше. Средний возраст жителей составил 32 года. На каждые 100 женщин в Дженнингсe приходилось 98,8 мужчин, при этом на каждые сто женщин 18 лет и старше приходилось 99,3 мужчин также старше 18 лет.
Средний доход на одно домашнее хозяйство составил 25 714 долларов США, а средний доход на одну семью — 25 938 долларов. При этом мужчины имели средний доход в 25 577 долларов США в год против 15 982 доллара среднегодового дохода у женщин. Доход на душу населения составил 25 714 долларов в год. 23,8 % от всего числа семей в населённом пункте и 30,8 % от всей численности населения находилось на момент переписи населения за чертой бедности, при этом 42,9 % из них были моложе 18 лет и 20,0 % — в возрасте 65 лет и старше.